# Маунт-Іфріем (Нью-Джерсі)
Маунт-Іфріем (англ. Mount Ephraim) — місто (англ. borough) в США, в окрузі Кемден штату Нью-Джерсі. Населення — 4651 особа (2020).

## Географія
Маунт-Іфріем розташований за координатами 39°52′47″ пн. ш. 75°5′27″ зх. д. / 39.87972° пн. ш. 75.09083° зх. д. (39.879666, -75.090948).  За даними Бюро перепису населення США в 2010 році місто мало площу 2,33 км², з яких 2,28 км² — суходіл та 0,05 км² — водойми.

## Демографія
Згідно з переписом 2010 року, у селищі мешкало 4676 осіб у 1909 домогосподарствах у складі 1193 родин. Було 2010 помешкань
Расовий склад населення:
| - 93,6 % — білих - 2,1 % — чорних або афроамериканців - 0,7 % — азіатів - 0,1 % — корінних американців - 2,3 % — осіб інших рас |

До двох чи більше рас належало 1,3 %. Частка іспаномовних становила 5,3 % від усіх жителів.
За віковим діапазоном населення розподілялося таким чином: 20,6 % — особи молодші 18 років, 65,4 % — особи у віці 18—64 років, 14,0 % — особи у віці 65 років та старші. Медіана віку мешканця становила 40,1 року. На 100 осіб жіночої статі у селищі припадало 93,4 чоловіків;  на 100 жінок у віці від 18 років та старших — 92,4 чоловіків також старших 18 років.
Середній дохід на одне домашнє господарство  становив 74 252 долари США (медіана — 61 715), а середній дохід на одну сім'ю — 88 742 долари (медіана — 72 083). Медіана доходів становила 53 889 доларів для чоловіків та 41 463 долари для жінок. За межею бідності перебувало 12,4 % осіб, у тому числі 20,4 % дітей у віці до 18 років та 8,2 % осіб у віці 65 років та старших.
Цивільне працевлаштоване населення становило 2483 особи. Основні галузі зайнятості: роздрібна торгівля — 19,4 %, освіта, охорона здоров'я та соціальна допомога — 18,8 %, фінанси, страхування та нерухомість — 13,0 %, науковці, спеціалісти, менеджери — 12,3 %.